# Philippe Sauton
Pour les articles homonymes, voir Sauton.
Philippe Sauton, né le 12 février 1964 à Toulon (Var), est un joueur français de rugby à XV reconverti entraîneur qui évoluait au poste de demi de mêlée (1,75 m pour 75 kg). 

## Carrière

### Joueur
- RRC Nice
- RC Toulon

### Entraîneur
- Novembre 1999-2000 : RC Toulon (adjoint de Manu Diaz)
- 2000- ?? : PUC
- ?? - 2002 : Stade montois
- 2002-2003 : RC Toulon
- 2003- Juillet 2004 :  Roumanie

## Palmarès

### Joueur
- Finaliste du championnat de France (1) : 1989 avec Toulon

### Entraîneur
Champion de France de Pro D2 (1) : 2002 avec le Stade montois
entraineur du RCT saison 2002/2003
entraineur à padoue (Italie) 2004/2005 2005/2006
entraineur au Japon (DOCOMO KANSAI RUGBY) 2007/2007  2007/2008